# Лукізм (манхва)
«Лукізм» (кор.: хангиль: 외모지상주의, НЛ: Oemojisangjui) — південнокорейський вебтун, написаний та проілюстрований Пак Теджуном. Вебтун почав свою щотижневу публікацію на Naver Webtoon у листопаді 2014 року. Його історія обертається навколо старшокласника, який може перемикатися між двома тілами: одним товстим і потворним, а іншим підтягнутим і красивим.
Анімаційна адаптація серіалу від Studio Mir вийшла в грудні 2022 року на Netflix.

## Сюжет
Пак Хьон Сок — непопулярний учень старшої школи, над яким знущаються однокласники через його ожиріння. Щодня зазнаючи знущань і переслідувань з боку хуліганів, він зриває свою злість на матір і просить перевести його до іншої школи. Вирішивши втекти від своїх проблем і почати все спочатку, він переїжджає до Сеула і планує вступити до нової школи. Однак за кілька ночей до початку навчання він отримує нове тіло — високе, м'язисте і красиве. Коли одне тіло використовується, інше засинає; він може мінятися тілами, розбудивши те, що спить.
Його дні розділені між двома тілами: красиве — вдень, а справжнє — вночі. Коли Пак Хьон Сок живе з двома тілами, він починає розуміти, наскільки світ дискримінує потворних людей. Він відчуває дискримінацію та ненависть до свого початкового тіла, в той час, як отримує доброту та особливе ставлення у своєму новому тілі. Невдовзі він стає інфлюенсером у соціальних мережах, стажером у розважальній компанії та фотомоделлю. Однак вночі чарівне життя Пак Хьон Сока стає суворою реальністю, коли він повертається у своє первісне тіло.

## Теми
Головною темою вебтуну є лукізм: упередженість на основі зовнішнього вигляду людини. Хьон Сок, головний герой — повний, непривабливий студент, над яким знущаються, поки його зовнішність не зміниться. Інші теми включають: банди, вимагання, знущання, накопичення тварин, культи, бодішеймінг, антисоціальна поведінка, переслідування, бодіпозитив, зґвалтування та замах на вбивство.

## Манхва

### Список томів
| №  | Дата виходу       | ISBN                   |
| -- | ----------------- | ---------------------- |
| 1  | 17 травня 2017    | ISBN 979-1-13-342885-4 |
| 2  | 25 березня 2018   | ISBN 979-1-13-343055-0 |
| 3  | 25 квітня 2018    | ISBN 979-1-13-347732-6 |
| 4  | 25 травня 2018    | ISBN 979-1-13-348045-6 |
| 5  | 10 липня 2018     | ISBN 979-1-13-348366-2 |
| 6  | 25 вересня 2018   | ISBN 979-1-13-348406-5 |
| 7  | 25 жовтня 2018    | ISBN 979-1-13-349354-8 |
| 8  | 15 грудня 2018    | ISBN 979-1-13-349915-1 |
| 9  | 20 липня 2019     | ISBN 979-1-13-620271-0 |
| 10 | 2 жовтня 2019     | ISBN 979-1-13-348045-6 |
| 11 | 15 грудня 2019    | ISBN 979-1-13-621739-4 |
| 12 | 2 лютого 2020     | ISBN 979-1-13-622100-1 |
| 13 | 15 квітня 2020    | ISBN 979-1-13-622886-4 |
| 14 | 1 липня 2020      | ISBN 979-1-13-623408-7 |
| 15 | 15 листопада 2020 | ISBN 979-1-13-625262-3 |
| 16 | 15 лютого 2021    | ISBN 979-1-13-625923-3 |
| 17 | 5 травня 2021     | ISBN 979-1-13-627038-2 |
| 18 | 5 серпня 2021     | ISBN 979-1-13-628194-4 |
| 19 | 19 січня 2022     | ISBN 979-1-13-628195-1 |
| 20 | 20 травня 2022    | ISBN 979-1-13-628196-8 |

## Адаптації

### Китайський телесеріал
У 2019 році Tencent створила 38-серійну китайську адаптацію під назвою 外貌至上主义 (Wàimào Zhìshàng Zhǔyì). У серіалі знімалися Ломон, Вейн Чжан, Ван Цзи Сюан і Діно Лі.

### Корейський мультсеріал
Корейський анімаційний серіал Studio Mir під назвою 외모지상주의 (Oemojisangjui) було анонсовано під час віртуальної події Netflix «Tudum» 25 вересня 2022 року. Режисером серіалу є Хан Кван Іль, Лі Де У займається художнім керівництвом, а Хан Кьон Хун пише музику. Спочатку він мав вийти на Netflix 4 листопада 2022 року, але був відкладений на 8 грудня через тисняву на святкуванні Хелловіна в Сеулі. Ateez виконали головну пісню серіалу «Like That», яка супроводжувала початкові титри шоу, зняті французькою анімаційною студією Andarta Pictures.